# Душан Карановић
Душан Карановић (Крњеуша, 23. јул 1942.) је пуковник Војске Републике Српске. Током Одбрамбено-отаџбинског рата био је начелник техничке службе у органу позадине у команди 2. крајишког корпуса.

## Биографија
Индустријску школу завршио је 1960. у Земуну, Војну техничку академију 1966. у Загребу, a Командно-штабну школу тактике копнене војске 1988. године. Службовао је у гарнизонима Тетово, Алексинац, Струмица, Скопље, Ниш, Нови Сад, Београд и Панчево. Службу у ЈНА завршио је на дужности инспектора у материјалној и тржишној инспекцији у команди 3. војне области у Скопљу, у чину потпуковника. У ВРС је био од 27. августа 1992. до пензионисања, 27. марта 1995. Био је начелник техничке службе у органу позадине у команди 2. крајишког корпуса. У чин пуковника унапријеђен је 20. марта 1993. У ЈНА је одликован Орденом за војне заслуге са сребрним мачевима, Орденом народне армије са сребрном звијездом и Орденом рада са сребрним вијенцем.